# Веса Війтакоскі
Веса Війтакоскі (фін. Vesa Viitakoski; 13 лютого 1971, м. Лаппеенранта, Фінляндія) — фінський хокеїст, лівий нападник. 
Вихованець хокейної школи СайПа (Лаппеенранта). Виступав за СайПа (Лаппеенранта), «Таппара» (Тампере), «Калгарі Флеймс», «Сент-Джон Флеймс» (АХЛ), «Корнуолл Ейсес» (АХЛ),ГВ-71 (Єнчопінг), «Ільвес» (Тампере), «Брюнес» (Євле), «Кярпят» (Оулу).
У складі національної збірної Фінляндії учасник чемпіонатів світу 1992, 1993 і 2002. У складі молодіжної збірної Фінляндії учасник чемпіонатів світу 1990 і 1991. У складі юніорської збірної Фінляндії учасник чемпіонату Європи 1989.
Досягнення
- Срібний призер чемпіонату світу (1992)
- Срібний призер чемпіонату Фінляндії (1998, 2009), бронзовий призер (2001).